# Кислородный эффект
Кислородный эффект в радиобиологии — свойство молекулярного кислорода, присутствующего в клетках и тканях, усиливать биологическое действие ионизирующих излучений.
Впервые изучен Л. Грэем.
Изменение содержания кислорода перед облучением — один из способов модификации радиочувствительности. Кислород — один из наиболее сильных модификаторов радиочувствительности.
Количественной характеристикой оценки радиомодифицирующего эффекта кислорода является коэффициент кислородного усиления (ККУ) (англ. Oxygen Enhancement Ratio – OER) — частный случай фактора изменения дозы (ФИД).
ККУ = {\displaystyle {\frac {D_{0}[O]}{D_{0}(A)}},}
где {\displaystyle D_{0}[O]} — доза облучения, вызывающая определённый эффект в условиях аноксии (или гипоксии), {\displaystyle D_{0}(A)} доза облучения, вызывающая такой же эффект в нормальных условиях,
или
ККУ = {\displaystyle {\frac {LD_{50}^{(1)}}{LD_{50}^{(2)}}}}
где {\displaystyle LD_{50}^{(1)}} — летальная доза облучения в условиях гипоксии, {\displaystyle LD_{50}^{(2)}} летальная доза облучения в нормальных условиях облучения,
или по Тиква Альпер (Tikvah Alper) и П. Говард-Фландерсу (P. Howard-Flanders)
ККУ = 1/D0 в присутствии кислорода / 1/D0 в аноксии = m[O2] + k / [O2] + k ,
где m — максимальное значение ККУ, наблюдаемое при облучении клеток в условиях полной оксигенации; k — константа, зависящая от типа клеток.
Кислородный эффект не имеет места при облучении излучением с высоким значением ЛПЭ (например, нейтронами).